# (5142) Okutama
(5142) Okutama est un astéroïde de la ceinture principale.

## Description
(5142) Okutama est un astéroïde de la ceinture principale. Il fut découvert le 18 décembre 1990 à Okutama par Tsutomu Hioki et Shuji Hayakawa. Il présente une orbite caractérisée par un demi-grand axe de 2,54 UA, une excentricité de 0,27 et une inclinaison de 6,3° par rapport à l'écliptique.

## Compléments